# Veronica diosmoides
Veronica diosmoides är en grobladsväxtart som beskrevs av Rudolf Schlechter. Veronica diosmoides ingår i släktet veronikor, och familjen grobladsväxter. Inga underarter finns listade i Catalogue of Life.